# S. Fischer Verlag
S. Fischer Verlag — немецкое издательство, основанное в 1886 году Самуэлем Фишером в Берлине. Сейчас штаб-квартира издательства находится во Франкфурте-на-Майне.

## История

### Первые годы
1 сентября 1886 года Самуэль Фишер основал в Берлине издательство «S. Fischer Verlag», изначально размещавшегося на Штеглитцерштрассе 49, а позже переехавшее на Бюловштрассе 90. Сначала издательство занималось выпуском различных брошюр и расписаний для общественного транспорта, но затем перешло на выпуск «серьезной» литературы. Первым таким произведением стала пьеса «Росмерсхольм» Генрика Ибсена, вышедшая 28 января 1887 года. Впоследствии список авторов «S. Fischer Verlag» пополнился такими именами как Эмиль Золя, Лев Толстой, Федор Достоевский, Герхарт Гауптман и др. Основными направлениями деятельности издательства в эти годы стали сотрудничество как с немецкими, так и с зарубежными натуралистами, перевод и популяризация русских и скандинавских писателей-современников.
В 1895 году был впервые представлен логотип издательства — рыбак с сетью, созданный художником Отто Экманом.

### Neue Rundschau
В 1890 году в издательстве выходит первый выпуск литературного журнала «Freie Bühne für modernes Leben», который после назначения на пост главного редактора Отто Бирбаума сменил название на «Neue Deutsche Rundschau». В 1904 году журнал был вновь переименован в «Die neue Rundschau», на этот раз окончательно. Одними из первых авторов издания стали Герман Бар, Томас Манн, Артур Шницлер, Гуго фон Гофмансталь и др. «Die neue Rundschau» регулярно издавался до запрета в 1944 году. В 1945 году был возрожден Готтфридом Берман-Фишером в Стокгольме и на сегодняшний день является одним из старейших литературных изданий Европы.

### Первые десятилетия XX века
Помимо сотрудничества с уже широко известными авторами, «S. Fischer Verlag» старалось продвигать новых немецких писателей. Так одним из «открытий» издательства стал Томас Манн. В 1898 была выпущена отдельной книгой его новелла «Маленький господин Фридеман». В 1901 вышел роман «Будденброки» в двух томах, принесший писателю мировую известность, а впоследствии и Нобелевскую премию. Занимателен тот факт, что Самуэль Фишер изначально не хотел издавать эту книгу, так как посчитал её очень затянутой и просил автора сократить роман как минимум на половину, в том числе и потому, что выпуск «Будденброков» в двух томах (в сумме 1100 страниц) мог оказаться невыгодным.
Успешным оказалось продолжавшееся почти полвека сотрудничество с другим будущим нобелевским лауреатом Германом Гессе, чей роман «Петер Каменцинд» вышел в «S. Fischer Verlag» в 1904 году.
Одним из удавшихся опытов Фишера стал выпуск 1901 году серии дешевых карманных книжек «Pantheon». В 1908 году была основана серия «Современный роман библиотеки Фишера» (нем. Fischers Bibliothek zeitgenössischer Romane), первый тираж которой составил 15000 экземпляров. Помимо беллетристических серий «S. Fischer Verlag» выпустило также научную серию «Технологическая библиотека Фишера» (нем. Fischers technologische Bibliothek 1894–1913). Также Самуэль Фишер стал одним из первых немецких издателей, ставших выпускать произведения экспрессионистов.
За первые 25 лет существования «S. Fischer Verlag» в издательстве вышло около 1000 произведений. В годы Первой мировой войны выпуск и продажа новых произведений были значительно снижены. В 20-х годах Самюэль Фишер начал подыскивать себе преемника. В 1928 году управляющим «S. Fischer Verlag» стал зять Фишера Готтфрид Берман-Фишер. В этом же году случилось событие, которое издатель впоследствии называл одной из главнейших ошибок в своей жизни — ему была прислана рукопись романа «На западном фронте без перемен» Ремарка, но Фишер отказался печатать его, в результате чего произведение досталось конкурирующему берлинскому издательству «Ullstein Verlag».

### Издательство в годы Третьего рейха
После прихода к власти национал-социалистов «S. Fischer Verlag» столкнулось с рядом проблем, в первую очередь это было связано с еврейским происхождением Самуэля Фишера. Также значительная часть произведений, вошедших в «черный список», в то время издавались в «S. Fischer Verlag».
После смерти в 1934 году Самуэля Фишера управление полностью перешло в руки Готтфрида Берман-Фишера. В 1936 году он был вынужден вместе с семьей выехать из страны, при этом оставшаяся в Берлине часть предприятия, которой теперь управлял бывший главный редактор «Die neue Rundschau» Петер Зуркамп, получила название «Suhrkamp Verlag».

### Эмиграция
В 1936 году эмигрировавший из Германии Берман-Фишер основал в Вене издательство «Bermann-Fischer Verlag», в котором продолжают печататься немецкие писатели-эмигранты: Томас Манн, Карл Цукмайер, Альфред Дёблин и др.
После аншлюса Австрии в 1938 году Берман-Фишер переезжает сначала в Швейцарию, а затем в Стокгольм, где заново организовывает издательство и публикует произведения Франца Верфеля и Стефана Цвейга.
В 1940 году издатель вновь вынужден эмигрировать, на этот раз в Нью-Йорк, где совместно с Фрицем Ландсхофом основывает фирму «L. B. Fischer Publishing Corporation».

### Послевоенное время
После окончания Второй мировой войны возник вопрос о последующей судьбе разделенного в 1936 году издательства. В результате берлинское и основанное в 1946 году франкфуртское отделения отошли Берман-Фишеру, а Зуркамп в 1950 году основал уже своё независимое «Suhrkamp Verlag». Авторам, печатавшимся до этого времени у обоих издателей, предложили свободный выбор в дальнейшем сотрудничестве. Так, например, Герман Гессе и Бертольд Брехт пожелали остаться в «Suhrkamp Verlag».
Первой книгой выпущенной в возрожденном «S. Fischer Verlag» стал «Процесс» Франца Кафки. В 1952 году в издательстве стартовал проект по выпуску серий карманных книг в мягкой обложке, позднее дополненный серией «Мировая история» (нем. Fischer Weltgeschichte) и «Мировым альманахом Фишера» (нем. Fischer Weltalmanach). В 1953 году «S. Fischer Verlag» начинает издавать книги Зигмунда Фрейда, а в 60-х годах в издательстве выходит полное собрание сочинений учёного. В 1958 году впервые в Германии был выпущен роман «Доктор Живаго» Пастернака, ставший одной из самых продаваемых книг «S. Fischer Verlag».
В 1963 году Берман-Фишер покидает издательство, после чего «S. Fischer Verlag» покупает издательская группа Георга фон Хольцбринка. В 1986 году издательство празднует своё столетие.

### Издательство в наши дни
Современное «S. Fischer Verlag» включает в себя несколько подразделений и дочерних издательств:
- «Fischer Taschenbuch» — книги малого формата в мягкой обложке (pocket-book).
- «Fischer Klassik» — издание классических произведений мировой литературы.
- «Fischer FJB» — книги для молодёжной аудитории.
- «Fischer KJB» — детская литература.
- «Krüger» — издательство Вольфганга Крюгера, с 1976 в составе «S. Fischer Verlag», выпускает в основном любовные и исторические романы.
- «Scherz» — в составе «S. Fischer Verlag» с 2003 года, выпускает разнообразную литературу от детективов и триллеров до юмористических романов.
- «Theater & Medien Verlag» — издание драматических произведений.